# Um Crime por Dia
Gideon's Day (no Brasil e em Portugal: Um Crime Por Dia) é um filme britânico de 1958, do gênero policial, dirigido por John Ford, estrelado por Jack Hawkins, Dianne Foster e Cyril Cusack. Uma adaptação do romance homônimo de John Creasey.

## Elenco
- Jack Hawkins - George Gideon
- Dianne Foster - Joanna Delafield
- Cyril Cusack
- Andrew Ray
- Anna Massey - Sally Gideon
- James Hayter - Robert Mason
- Ronald Howard - Paul Delafield
- Howard Marion-Crawford
- Laurence Naismith - Arthur Sayer
- Derek Bond
- Anna Lee - Kate Gideon
- John Loder - Ponsford
- Miles Malleson - Judge
- John Le Mesurier
- Robert Raglan - Dawson
- Michael Trubshawe - Sargento Golightly
- Jack Watling